# تقدم تفاعل
تقدم تفاعل (بالإنجليزية: Extent of reaction) يعطي كمية التغير الكيميائي من الحالة البدئية إلى حالة التوازن. ويعطي التقدم نحو التوازن وفق ثابت التوازن والشروط البدئية للتفاعل.
التقدم هو حاصل قسمة الفرق بين كمية مادة في حالة تقدم معينة لتفاعل كيميائي وكميتها في الحالة البدئية مقسومة على معامل قياس اتحادية العناصر لها الذي يكون ذا إشارة سالبة إذا كانت المادة من المتفاعلات، وذا إشارة موجبة إذا كانت من النواتج.
ξ = (ni - ni,0) / vi

## التفاعلات البسيطة
نفترض التفاعل :
{\displaystyle \mathrm {A\longrightarrow \,B} }
A يتفاعل فيصبح B
فيكون
ξ == 0 للمادة الداخلة في التفاعل A (الحالة الأولية), بينما تكون ξ == 1 مول للحالة النهائية B، ومعناها أن 1 مول A اختفى ونتج 1 مول B (الحالة النهائية).
عندما يسير التفاعل بالكامل وخصوصا إذا كان التفاعل سريعا فلا يهم تقدم التفاعل، ولكنه يهمنا في التفاعلات التي تتم ببطء والتفاعلات التي لا تكتمل وحالات الاتزان.

## تفاعلات في حالة اتزان
نفترض التفاعل التالي من حالة اتزان
{\displaystyle \mathrm {C\,\rightleftharpoons \,D} }
C يوجد في حالة توازن مع D
هنا يصف تقدم التفاعل كميات المواد عند نهاية التفاعل والوصول إلى حالة التوازن وتغير كميات المواد خلال التفاعل مع الزمن.
{\displaystyle \mathrm {dn_{j}=\nu _{j}\cdot d\xi } }
- dnj: التغير التفاضلي لكمية المادة j
- νj: معاملات العناصر المتفاعلة للمادة j
(للتفاعل A + 3 B → 2 C + 4 D ; تكون νA == -1 وνB = -3 وνC = 2 وνD == 4)
- dξ: التغير التفاضلي لتقدم التفاعل ξ

## تعريف بالرياضيات
إذا تغير تقدم التفاعل بالمقدار dξ (تعني d تغير طفيف جدا، أي تغير تفاضلي) فتتغير بذلك أيضا كمية المادة n بالمقدار dn. وبتعديل المعادلة نحصل على تعريف تقدم التفاعل:
{\displaystyle \xi ={\frac {\Delta n_{j}}{\nu _{j}}}}
- ξ: تقدم التفاعل
- Δnj: التغير في اكمية المادة j
- νj: معامل المادة j

ويتضح من تلك المعادلة ان معاملات حساب العناصر المتفاعلة تكون شبه لا بعدية حيث تنتج وحدة في شكل
{\displaystyle mol_{J}/mol_{stoichometry}}. وكما نرى يتخذ تقدم التفاعل قيما موجبة، ذلك مع استخدام النظام المتبع في حساب العناصر المتفاعلة (معاملات سلبية للعناصر الداخلة في التفاعل ومعاملات موجبة للمركبات الناتجة).

## مثـــال
يختص كل تفاعل بتقدم للتفاعل، ويتبين ذلك من المثال الآتي:
{\displaystyle \mathrm {3\,H_{2}+N_{2}\,\rightleftharpoons \,2\,NH_{3}} }
ونحصل لهذا التفاعل على «التقدم» الآتي:
{\displaystyle \xi ={\frac {\Delta n_{H_{2}}}{-3}}={\frac {\Delta n_{N_{2}}}{-1}}={\frac {\Delta n_{NH_{3}}}{2}}}
حيث {\displaystyle \Delta } تعني التغير.
ويمكن تعيين سرعة تفاعل كيميائي بواسطة تقدم التفاعل كالآتي:
{\displaystyle \mathrm {\xi ^{*}={\frac {d\xi }{dt}}} }
- ξ*: معدل التفاعل
- dξ: التغير التفاضلي لتقدم التفاعل
- dt: التغير التفاضلي للزمن

## اقرأ أيضا
| - تركيز - ثابت معدل التفاعل - معامل تردد التصادم - توازن ترموديناميكي - توازن دينامي - توازن الكتلة - حركيات الإنزيم - جزء مولي | - كتلة مولية - نظام حركة حرارية - درجة التفاعل - حساب العناصر المتفاعلة - نظرية التصادم - معادلة ايرينج - إلفة كيميائية - ترموديناميكا كيميائية |  |